# ラクトリス科
ラクトリス科（ラクトリスか、学名: Lactoridaceae）は、被子植物の科の1つである。1属1種、ラクトリス・フェルナンデジアナ (Lactoris fernandeziana) のみを含む。2022年現在では、コショウ目ウマノスズクサ科に含めることも多い。
ラクトリス・フェルナンデジアナは低木であり、倒卵形の葉が互生し、3花被片をもつ緑色の小さな花が葉腋につく (図1)。チリのファン・フェルナンデス諸島のみに分布しており、現地では「falsa pimienta（ニセのコショウ）」とよばれる。

## 特徴
高さ0.2から1メートル (m) ほどの低木であり、精油を含む。維管束形成層による二次成長を行う。道管は細く、隔壁は直角、単穿孔をもつ。節は単葉隙、2葉跡性。葉は2列互生し、単葉、小さく倒卵形、全縁（下図2A）、葉脈は羽状、腺点があり、葉柄をもち、托葉は葉柄に合着して鞘状になる（下図2B）。気孔は不規則型。

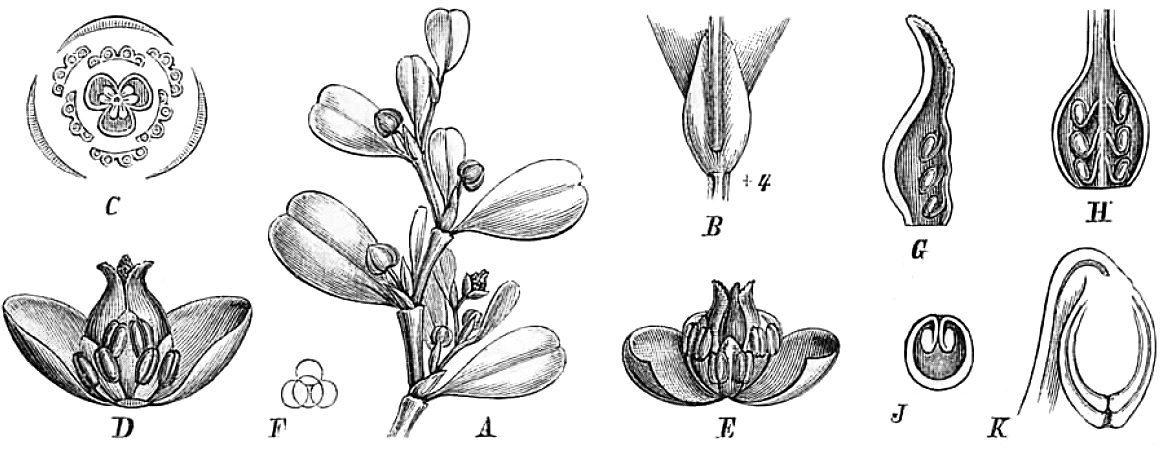
2.. A = 茎葉と花, B = 托葉, C = 花式図, D, E = 花, F = 花粉, G, H, J = 雌しべ断面, K = 胚珠.

花期は11月から1月。不完全雌雄異株（両性花を含む雌雄異株）。花は緑色、2.5ミリメートルほどと小さく、単生または集散花序を形成し、腋生し、小苞を欠く（上図2A）。花被片は3枚、離性、1脈をもち、1輪、瓦重ね状（上図2C, D）。
雄しべは6個、3個ずつ2輪、離性、花糸はやや葉状、ときに全てまたは内側3個が仮雄しべとなる（上図2C, D）。葯は沿着、外向、縦裂開し、葯隔がやや突出する。花粉は単溝粒であり、四集粒として放出される（上図2F）。3心皮が1輪につき、基本的に離生するが、基部で合着、子房上位、柱頭は花柱に沿下する（上図2C, D）。子房は3室、縁辺胎座（上図2G, H, J）、1心皮に(4–)6(–8)個の倒生胚珠、珠柄が長く、2珠皮性（上図2K）。胚乳形成は遊離核型。
果実は乾性であり、裂開する袋果であるが、各子房が二次的に合着した集合果となる。種子は油質の内胚乳を含み、胚は分化しているが非常に小さい。染色体数は n = 20。

## 分布

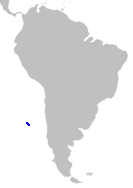
3. ファン・フェルナンデス諸島（青）

チリのファン・フェルナンデス諸島のロビンソン・クルーソー島だけから知られている（図3）。標高400メートル以上にできる涼しく多湿な雲霧林内にまれに見られる。2001年の時点では、高さ30センチメートル以上の個体が960株ほど見つかっていた。

## 系統と分類
ラクトリス科はただ1種、ラクトリス・フェルナンデジアナ（Lactoris fernandeziana）のみを含む。古典的な分類体系である新エングラー体系では、ラクトリス科はコショウ目に分類されていた。一方、クロンキスト体系ではモクレン目に分類された。その後、分子系統学的研究が行われるようになり、ラクトリス属はウマノスズクサ科やコショウ科などに近縁であることが示され、コショウ目に分類されるようになった。さらにAPG IV (2016) では、ラクトリス属をウマノスズクサ科に含めることが提唱されている。ウマノスズクサ科内での位置は必ずしも明瞭ではないが、ウマノスズクサ亜科の姉妹群であることが示されることが多い。ただし一般的にウマノスズクサ科を構成するとされる4群（ラクトリス属、ヒドノラ亜科、カンアオイ亜科、ウマノスズクサ亜科）をそれぞれ独立科とする意見や、ラクトリス属がウマノスズクサ科に含まれない解析結果が示されることもある。
ラクトリスに近縁と考えられている花粉化石である Lactoripollenites (= Rosannia) は後期白亜紀から知られており、南米、北米、アフリカ、インド、オーストラリアから報告されている。
表1. ラクトリス科の種までの分類体系の1例
- ラクトリス科 Lactoridaceae Engl. (1888)
2022年現在ではウマノスズクサ科に含めることも多い。この場合、ウマノスズクサ科ラクトリス亜科に分類する。ただし下記のラクトリス亜科の学名は引用に問題があり、正式発表されたものではないとされる[12]。
  - ラクトリス亜科 Lactoridoideae Christenh. (2015)（ただし上記参照）
    - ラクトリス属 Lactoris Phil. (1865)[14]
      - ラクトリス・フェルナンデジアナ[2] Lactoris fernandeziana Phil. (1865)[14]